# Oribatella incisa
Oribatella incisa är en kvalsterart som beskrevs av Dalenius 1963. Oribatella incisa ingår i släktet Oribatella och familjen Oribatellidae. Arten är reproducerande i Sverige. Inga underarter finns listade i Catalogue of Life.